# 5.ª reunião de cúpula do G20

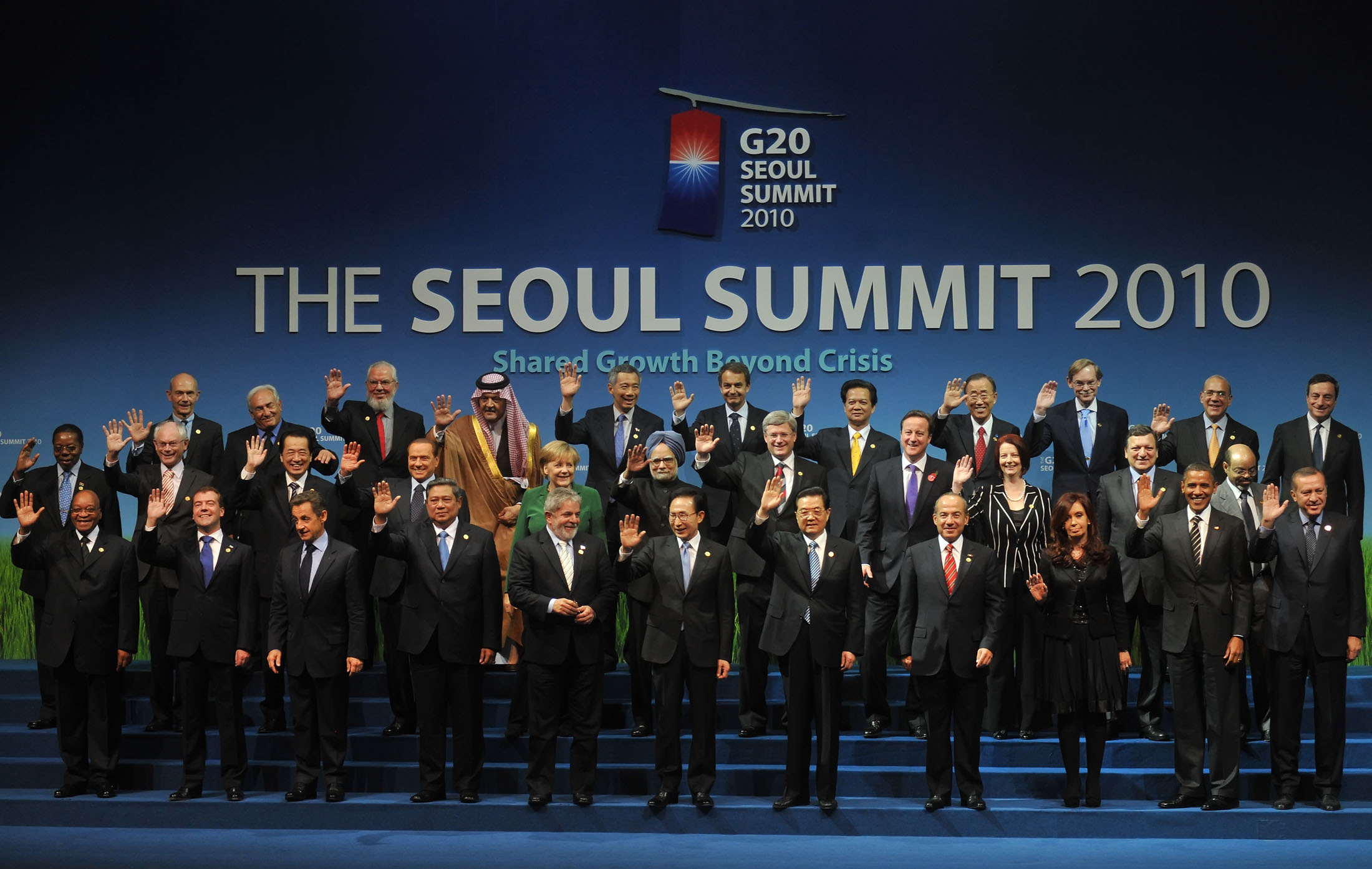
Líderes mundiais presentes na cúpula do G-20 em Seul, 11-12 de novembro de 2010.

Reunião de cúpula do G-20 em Seul (2010) realizou-se nos dias  11 e 12 de novembro de 2010 e teve como tema a desvalorização cambial competitiva (chamada pelo ministro brasileiro Guido Mantega de "guerra cambial") e seus efeitos sobre o comércio internacional. Trata-se em especial da desvalorização do yuan e do dólar, com a consequente valorização das moedas de outros países. Essa valorização dificulta as exportações desses países e causa distorções no balanço de pagamentos, encorajando-os também a desvalorizar suas moedas.
O debate sobre as iniciativas de cada país para desvalorizar a própria moeda e assim impulsionar suas exportações ficou mais acirrado depois que o Fed, o banco central dos Estados Unidos, decidiu colocar mais dinheiro em circulação, ao comprar 600 bilhões de dólares em títulos, e o governo americano anunciou o Currency Reform for Fair Trade Act, prevendo retaliações comerciais contra países que desvalorizem artificialmente suas moedas para conseguir vantagens no mercado internacional, direcionado implicitamente à China. Essas medidas provocaram críticas de países como o Brasil e a Alemanha.
O presidente Barack Obama e o secretário do Tesouro americano, Timothy Geithner, defenderam a necessidade da medida, e reclamaram de países que têm grande superávit na balança comercial, como a China e a Alemanha. De todo modo, o Brasil, a Argentina e o México insistiram que o G20 negocie acordos para evitar desvalorizações com fins competitivos, o que pode levar ao protecionismo e alimentar uma guerra cambial no mundo. Zhou Xiaochuan, presidente do Banco Popular da China, instituição responsável pela política monetária chinesa, declarou que a medida americana era compreensível e poderia ser benéfica a longo prazo.

## Manifestações populares
No centro de Seul,  2.500 a 3000 ativistas se manifestaram pacificamente, exigindo maior proteção aos trabalhadores, diante dos efeitos Grande Recessão e o fim do neoliberalismo. 50 mil policiais  e uma cerca de dois metros de altura protegiam o centro de reuniões. Segundo as organizações manifestantes, as decisões sobre a economia mundial devem ser tomadas por todos os países que compõem a Organização das Nações Unidas e não apenas por um grupo restrito de 20 nações. "Autoproclamando-se como o ‘novo fórum para a governabilidade econômica mundial’, o G20 renovado busca se afirmar como centro do poder global, dando as costas aos demais 172 países que integram a ONU que, não por coincidência, são principalmente os mais pobres do mundo", destacaram as organizações sociais.
"G20, pare de fazer o povo pagar pela crise", diziam os manifestantes em um de seus gritos de ordem. Foi realizado um funeral simbólico para representar a dor dos trabalhadores da cidade e do campo. "Nós nos opomos ao encontro do G20 porque ele não reflete as opiniões dos trabalhadores e dos mais pobres", disse Joung Ei-hun, primeiro vice-presidente da Confederação Coreana de Sindicatos. Segundo ele, o encontro "só fala pelos interesses das corporações". No primeiro dia da reunião do grupo dos 20,  manifestantes tentaram marchar até o Museu Nacional, onde acontecia um jantar de boas-vindas aos líderes dos países membros. Centenas de policiais, porém, usando veículos blindados e escudos, fizeram uma barreira a dois quilômetros  do Museu, impedindo a passagem da multidão.  Além dos 50 mil policiais mobilizados para garantir a segurança no evento, o governo sul-coreano aprovou uma lei especial impondo restrições a manifestações nas áreas próximas às reuniões do G-20.

## Resultado final da reunião
Ao final do encontro, os líderes do grupo dos 20 emitiram uma declaração, comprometendo-se a evitar desvalorizações competitivas de moedas e a fortalecer a cooperação internacional para reduzir os desequilíbrios globais. O comunicado afirma que "as economias avançadas, incluindo aquelas com moedas de reserva, permanecerão vigilantes à volatilidade excessiva e aos movimentos desordenados das taxas de câmbio", e que as economias emergentes poderão adotar medidas regulatórias para combater o aumento do fluxo de capital. Analistas avaliaram o comunicado do G20 apenas como uma declaração de intenções, sem indicação de medidas concretas, e que, portanto, pelo menos a curto prazo, o dólar deve continuar  seguindo a mesma trajetória.
Segundo o professor Boaventura de Sousa Santos, da Faculdade de Economia da Universidade de Coimbra, a reunião mostrou que a ordem econômico-financeira criada no final da Segunda Guerra Mundial, com os acordos de Bretton Woods, "está a colapsar". Acrescentou que "por toda  parte os cidadãos vão sendo bombardeados pelas mesmas ideias de crise, de tempo de austeridade, de sacrificos repartidos." No entanto, "a crise foi provocada por um sistema financeiro empolado,  desregulado, chocantemente lucrativo e tão poderoso que, no momento em que explodiu e provocou um imenso buraco financeiro na economia mundial, conseguiu convencer os Estados (e, portanto, os cidadãos) a salvá-lo da bancarrota e a encher-lhe os cofres sem lhe pedir contas."